# Johannes Scharff
Johannes Scharff (auch: Scharf, Scharfius, Scharffius; * 13. Juni 1595 in Kroppenstedt; † 6. Januar 1660 in Wittenberg) war ein deutscher lutherischer Theologe und Philosoph.

## Leben
Geboren als Sohn des Juristen Janus Scharf und dessen Frau Margaretha, die Tochter des Kroppenstedter Bürgermeisters Heinrich Vogler, verlor er seine Eltern im Alter von einem dreiviertel Jahr. Er kam zu Verwandten, die ihn zum Lernen anhielten, so dass er die St.-Martins -Schule in Halberstadt besuchen konnte. Von dort zog er auf das Gymnasium in Berlin, wechselte auf die Schule in Brandenburg an der Havel und nach Eisleben. Ausreichend vorgebildet, begab er sich am 8. September 1617 an die Universität Wittenberg, wo er zunächst ein Studium an der philosophischen Fakultät absolvierte und dabei unter anderem von Jakob Martini angeleitet wurde.
Nebenher besuchte er die öffentlichen Vorlesungen der Theologen Friedrich Balduin, Balthasar Meisner, Nikolaus Hunnius und Wolfgang Franz. Am 26. September 1620 erwarb er den damals höchsten akademischen Grad an der philosophischen Fakultät, den eines Magisters der freien Künste. Im Anschluss hielt er viele philosophische Vorlesungen ab, und da er sich darin als nützlich erwies, berief man ihn 18. Oktober 1623 zum Adjunkten an die philosophische Fakultät. 1627 wurde er Professor der Metaphysik und Logik und veröffentlichte eine Vielzahl an Schriften, die auch außerhalb Wittenbergs großes Interesse fanden und an verschiedenen Universitäten eingeführt wurden.
Neben der Philosophie befasste er sich laufend mit der Theologie und erhielt 1627 die Erlaubnis, an der theologischen Fakultät Vorlesungen zu halten. 1635 avancierte er zum Lizentiaten der Theologie und 1639 Professor für Ethik. Am 23. März 1640 wurde er vom sächsischen Kurfürsten zum außerordentlichen Professor der Theologie ernannt und nachdem er 1647 zum Doktor der Theologie promoviert hatte, wurde er am 16. Februar 1649 ordentlicher Professor der Theologie. Zudem übertrug man ihm als Ephorus die Verwaltung der kurfürstlichen Stipendiaten. Nach dem Tod von Martini übernahm er noch im selben Jahr die Stelle des Propstes an der Wittenberger Schlosskirche. Scharff verwaltete sechsmal das Dekanat der theologischen Fakultät, zudem viermal das der philosophischen Fakultät und war dreimal Rektor der Wittenberger Alma Mater. Theologisch beteiligte er sich als Vertreter der lutherischen Orthodoxie an den konfessionellen Streitigkeiten gegen Georg Calixt.

## Werkauswahl
- Metaphysica Exemplaris, seu Prima Philosophia, Ante triginta annos in magna Studiosorum frequentia, praelectionibus Academicis proposita, exemplis illustrioribus declarata, & in usum studiosae iuventutis unice conformata. Wendt, Wittenberg 1623 und öfter. (Digitalisat der Ausg. 1655)
- Pneumatica, Hoc est: Scientia Spirituum Naturalis : e Principiis Philosoph. extructa, testimoniis antiquissimorum Autorum Christianorum & Ethnicorum, Poëtarum pariter & Philosophorum Sententiis comprobata. Henckel, Wittenberg 1656. (Digitalisat der Ausg. 1670)
- Institutiones Logicae. Cum Praxi & Paedia Logica. Schürer, Wittenberg 1632. (Digitalisat)
- Ex Aristoteles, & Philipp. Melanchthone, Communi Germaniæ Præceptore ita concinnatum, ut potiss. Log. praecepta propriis ipsorum verbis proponantur. Mevius, Wittenberg 1652.
- Manuale Physicum. Ordine Consueto Aristotelico conscriptum & ex antiquissimis scriptoribus constructum. Schürer, Leipzig 1656. (Digitalisat)

## Familie
Scharff war zweimal verheiratet. Die erste Ehe schloss er Ende Oktober 1632 mit Maria, der Tochter des Magdeburger Kanonikers an der St. Nicolaikirche, Martin Praetorius. Sie verstarb aber schon nach einem dreiviertel Jahr, so dass diese Ehe kinderlos blieb. Am 1. September 1635 ging er seine zweite Ehe mit Anna Catarina († 2. November 1662 in Wittenberg), der Tochter des Veit Pelshöfer, ein. Aus dieser Ehe sind zwei Söhne und eine Tochter hervorgegangen. Die Kinder waren Johann Veit Scharff (* 23. Juli 1636 in Wittenberg; † 14. September 1637 in Wittenberg); Anna Sabina Scharff (* 28. Juli 1637 in Wittenberg, heiratet am 12. August 1656 Johann Andreas Quenstedt; † 1. Oktober 1700 in Wittenberg, in Schlosskirche begraben) und Johann Friedrich Scharff (* 20. April 1639 in Wittenberg; † 23. März 1710 in Wittenberg).